# إبراهيم نشوان
إبراهيم نشوان (مواليد 12 يونيو 1997) هو سبّاح من المالديف، مثّل بلاده في الألعاب الأولمبية الصيفية 2016.

## روابط خارجية
إبراهيم نشوان على موقع الاتحاد الدولي للسباحة (الإنجليزية)
- إبراهيم نشوان على موقع SwimRankings.net (الإنجليزية)
- إبراهيم نشوان على موقع أوليمبيديا (الإنجليزية)